# 마이클 치미노

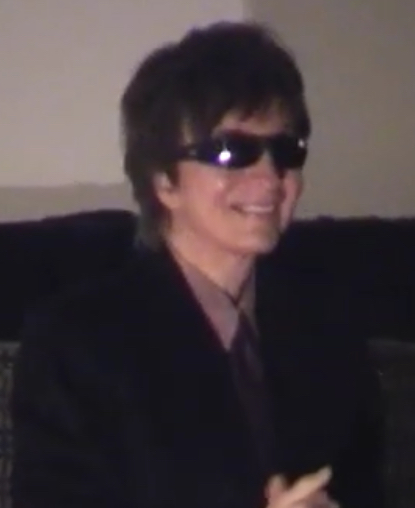

마이클 치미노(Michael Cimino, 1939년 2월 3일 ~ 2016년 7월 2일)는 미국의 영화감독, 영화 각본가, 영화 제작자, 작가, 저술가이다.
대표작은 베트남 전쟁에서 귀환한 미군 병사의 고통을 묘사한 영화 디어헌터(1978년 작, 연출, 제작, 원안)를 비롯해 천국의 문(1980년 작, 연출, 각본), 시실리안(1987년 작, 연출, 제작)등이 있다.